# Trichterkupplung

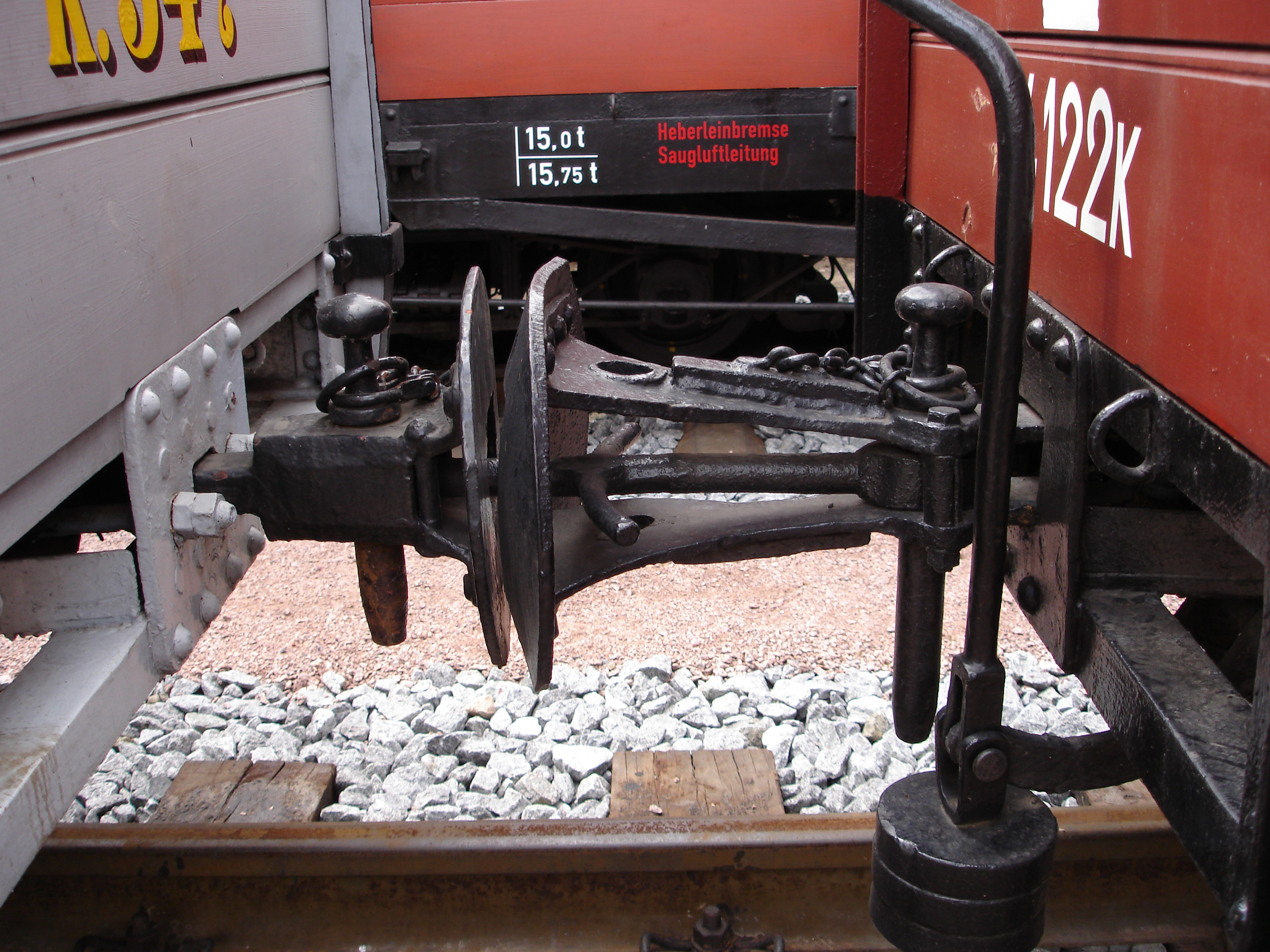
Trichterkupplung sächsischer Bauart, gekuppelt

Die Trichterkupplung gehört zu den Mittelpufferkupplungen. Mit der Trichterkupplung werden Schienenfahrzeuge (Triebfahrzeuge, Wagen) miteinander gekuppelt. Der Trichter übernimmt dabei die Funktion des Mittelpuffers bei einem Auflauf der Schienenfahrzeuge.
Im Gegensatz zur vollautomatischen oder teilautomatischen Scharfenbergkupplung ist der Kuppelvorgang bei Trichterkupplungen nicht automatisiert. Die tatsächliche Verbindung der Schienenfahrzeuge über eine Kuppelstange, den Kuppeladapter oder das Kuppelgehänge (Balancierhebelkupplung) erfolgt manuell. Durch diese manuelle Arbeit ist das Kuppeln von Fahrzeugen mit Trichterkupplung mit größerer Unfallgefahr verbunden, was bereits frühzeitig zur Entwicklung anderer Formen der Kupplung von Eisenbahnfahrzeugen untereinander geführt hat.
Die Ausführung der Trichterkupplung unterscheidet sich hinsichtlich des Verbindungsbauteiles.
Die Trichterkupplung als Bauform Mittelpufferkupplung war im Wesentlichen bei den Schmalspurbahnen und Straßenbahnen eingesetzt. In den verschiedenen deutschen Ländern entwickelten die Hersteller und Bahngesellschaften unterschiedliche Formen der Trichterkupplung.

## Sächsische Bauart

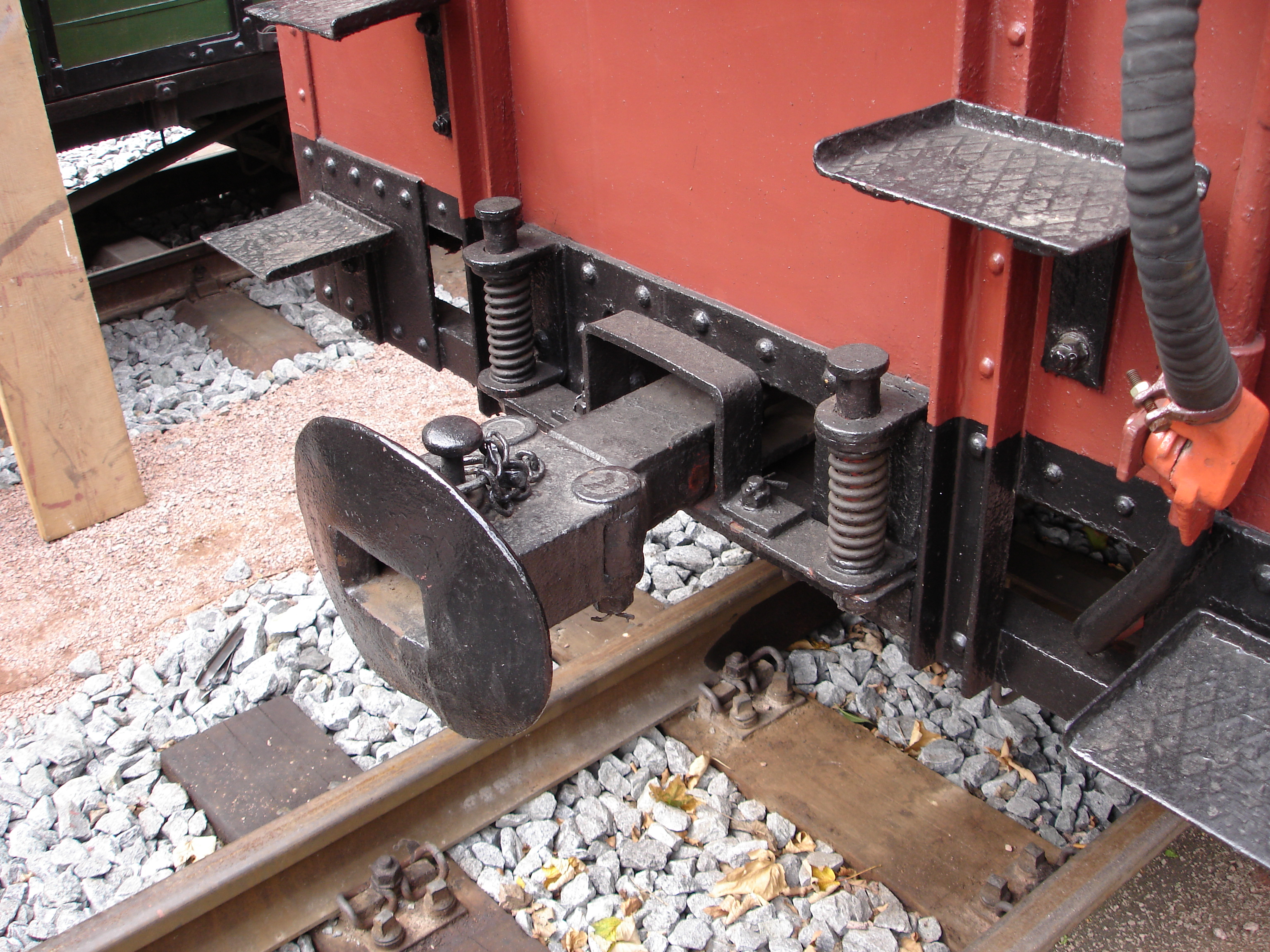
Trichterkopf an einem Güterwagen

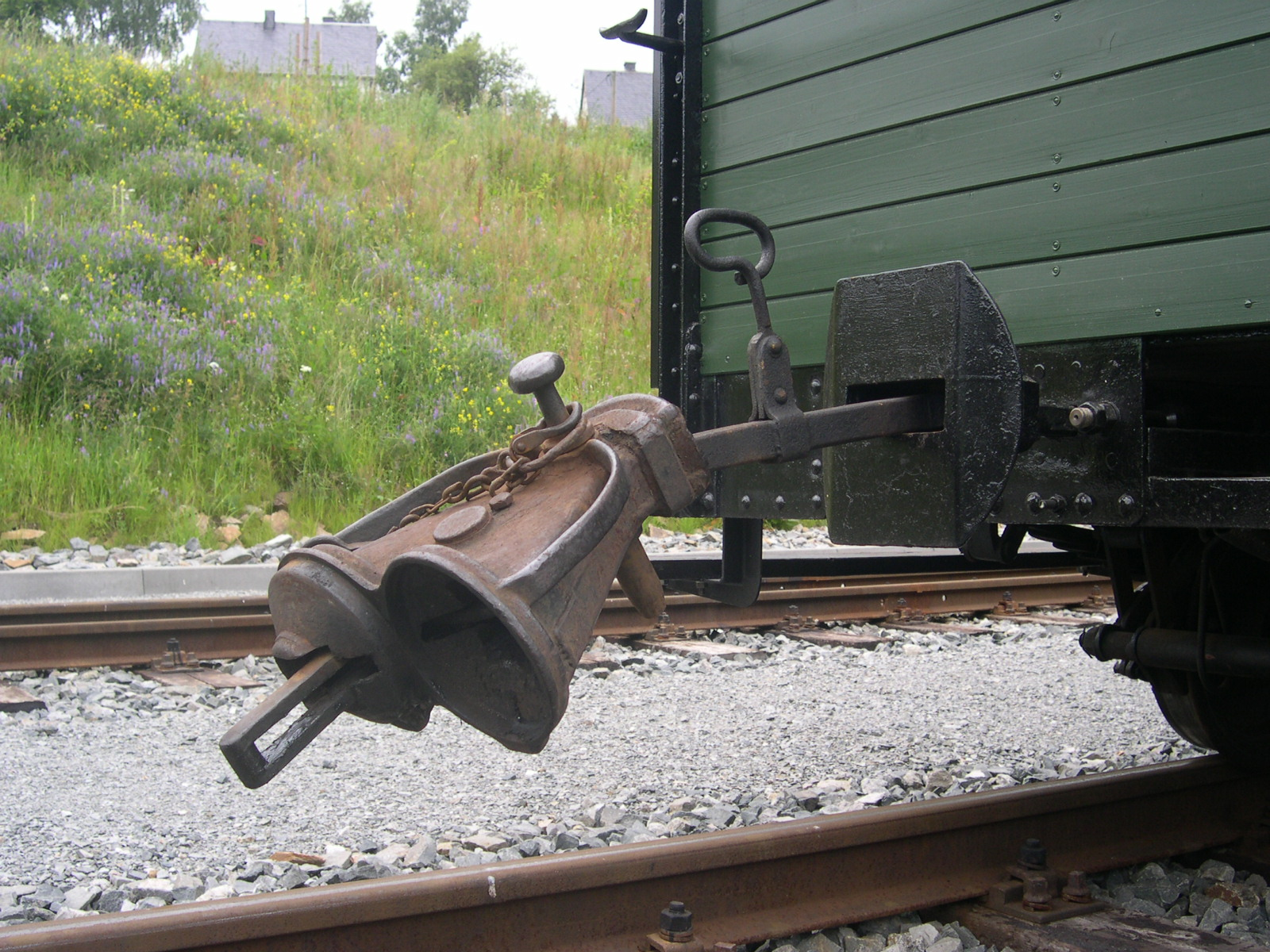
Adapter für das Kuppeln von Trichterkupplung mit der Scharfenbergkupplung

### Ursprüngliche Bauform
Bereits mit der Inbetriebnahme der ersten Schmalspurbahn in Sachsen 1881 (Wilkau–Kirchberg) wurden die Schmalspurfahrzeuge mit der einheitlichen Trichterkupplung ausgestattet. Die ursprünglich verwendete Bauform hatte an einem Fahrzeug eine kurze und eine lange Trichterkupplung. Die kurze Kupplung ist in Längsrichtung gefedert, die lange dagegen starr. In Seiten- und Höhenrichtung sind die Trichterkupplungen starr. Die Verbindung zwischen zwei Trichterkupplungen wird mit einer Art Kuppelstange – dem Kuppeleisen – mittels zweier Bolzen hergestellt. Relativbewegungen zwischen den Fahrzeugen werden durch die großen Ausschnitte in den Puffertellern ausgeglichen.
Das Kuppeleisen wird stets im großen Trichter belassen. Unbenutzt wird es in den großen Trichter zurückgezogen und mit dem Bolzen in einer zusätzlichen Bohrung so festgelegt, dass es bei Rangierstößen nicht beschädigt werden kann. Beim Aufdrücken der Fahrzeuge beim Rangieren wird das noch frei bewegliche Ende der Kuppelstange in den kleinen Trichter eingeführt. Bei richtiger Position wird die Verbindung mit dem Kuppelbolzen im kleinen Trichter arretiert. Zum Führen des Kuppeleisens dienen zwei seitliche Handgriffe.
Die ursprüngliche Bauform ist heute noch bei einigen Fahrzeugen, insbesondere den zweiachsigen Fahrzeugen in Rittersgrün, Radebeul und Jöhstadt zu besichtigen.

### Trichterkopf
Mit der Einführung der Scharfenbergkupplung bei den sächsischen Schmalspurbahnen wurde eine Möglichkeit benötigt, über einen längeren Zeitraum beide Kupplungssystem parallel zu verwenden, entsprechend den Einsatzgebieten der Fahrzeuge auch die Kupplungsvariante zu wechseln. Dafür wird ein Trichterkupplungskopf mit zwei Bolzen auf dem Kupplungsschaft befestigt. Über die gleichen Befestigungsmöglichkeiten kann der Scharfenberg-Kupplungskopf befestigt werden. Der Kupplungsschaft ist wegen der starren Scharfenbergkupplung seiten- und höhenbeweglich. Er wird vom darunterliegenden Drehgestell über Federn seitlich geführt. Beim Betrieb mit Trichterkopf wird er wegen der nicht knicksteifen Verbindung über das Kuppeleisen mit einem Bügel oder mit seitlichen Bolzen in Mittellage festgelegt.
Der Trichterkopf ist auch heute noch bei einigen Fahrzeugen der Museumsbahnen zu sehen.
Rollwagen sind ebenfalls mit Trichterkupplungen ausgerüstet, jedoch gibt es bei diesen keine Pufferfunktion, außerdem liegt die Kupplungsmitte aufgrund der nötigen Profilfreiheit beim Auf- und Abrollen der Regelspurwagen tiefer. Lange Kuppelstangen gleichen den Höhenunterschied aus, für einen kurzen Abstand zwischen Regelfahrzeug und Rollwagen gibt es gekröpfte Kuppeleisen.

### Trichterkupplungsadapter
Um auch im Betriebseinsatz Fahrzeuge mit Trichterkupplung und Scharfenbergkupplung oder Regelfahrzeuge mit Scharfenbergkupplung mit Rollwagen kuppeln zu können, wird ein Adapter genutzt, der auf der einen Seite die passende Form zur Scharfenbergkupplung aufweist, auf der anderen Seite mit einer Kuppelstangenöffnung mit der Trichterkupplung verbunden werden kann. Bei Nutzung des Trichterkupplungsadapters wird der Kupplungsschaft ebenfalls in Mittellage festgelegt
In verschiedener Literatur wird der Trichterkupplungsadapter als Aufsteckkopf bezeichnet, umgangssprachlich wird durch Betriebseisenbahner auch der Begriff Elefant verwendet.

## Württembergische Bauart
Die Königlich Württembergische Staatseisenbahn entschied sich beim Bau ihrer Bahnen für das „Amerikanische System“, daher waren die ersten Fahrzeuge ursprünglich auch mit einfachen Trichterkupplungen ausgestattet. Bei den Normalspurbahnen wurde dieser Kupplungstyp schon bald zugunsten der bei den benachbarten Bahnen üblichen Hakenkupplung aufgegeben.
Auch bei ihren Schmalspurbahnen entschied sich die württembergische Staatsbahn für die Trichterkupplung, wo sie sich bis zur Einstellung der Bahnen hielt und im museal noch heute anzutreffen ist. Im Gegensatz zur sächsischen Bauform waren hier die Kupplungen beider Fahrzeugenden gleich ausgeführt und die Kupplung war wegen der Anforderungen massiver konstruiert als bei vergleichbaren anderen Bauarten. Die Verbindung der Kupplungen erfolgte über ein Kuppeleisen, das mit einem eingesteckten Bolzen, dem Kuppelnagel, am Kupplungstrichter befestigt war. Der Kuppelnagel war zusätzlich mit einem Splint gegen Herausfallen gesichert.

## USA
Verschiedene Trichterkupplungen waren ursprünglich die übliche Kupplungsbauart in den USA. Auf Grund der hohen Unfallträchtigkeit wurden sie ab 1877 durch die Janney-Kupplung abgelöst, die 1893 gesetzlich Pflicht wurde und seitdem in ganz Nordamerika zur Standardkupplung geworden ist.